# 臺灣窗弄蝶
臺灣窗弄蝶（学名：Coladenia pinsbukana），又名黃後翅弄蝶、黃裙弄蝶，为弄蝶科窗弄蝶屬下的一个种。本種非常稀有，僅有一副雄蝶模式標本，採集於南投縣仁愛鄉。外型特徵類似產於中國的花窗弄蝶。由於除模式標本外沒有追加記錄，資料缺乏，生態尚未明悉；棲息於常綠闊葉森林，一年可能僅一代。

## 分佈
本種為臺灣特有種。臺灣地區主要分布在低海拔山區。

## 資料來源
1. ↑  徐堉峰. . 台中市: 晨星出版社. 2013. ISBN 978-986-177-669-9.
2. ↑  . 台灣產蝶蛾圖鑑.   [2019-04-10]. （原始内容存档于2019-09-14）.
3. ↑  徐堉峰、千葉秀幸、築山洋、梁家源、黃智偉. . 行政院農業委員會林務局. 2019-01. ISBN 9789860586657.

## 扩展阅读
- 维基共享资源上的相關多媒體資源：臺灣窗弄蝶